# Оунасйоки
Оунасйоки (на фински: Ounasjoki) е река в Северна Финландия (провинция Лапландия), десен приток на Кемийоки, вливаща се в Ботническия залив на Балтийско море. Дължина 300 km, площ на водосборния басейн 13 968 km².

## Географска характеристика
Река Оунасйоки изтича от източния ъгъл на езерото Оунасярви, разположено на 287 m н.в., на северното подножие на възвишението Оунаселкя, в северозападната част на Финландия. С изключение на най-горното си течение където има източно направление тече в южна посока, в горното течение по източното подножие на възвишението Оунаселкя, а в средното и долно течение – по залесена и силно заблатена равнина. Влива се отдясно в река Кемийоки, на 76 m н.в., при град Рованиеми.
Водосборният басейн на река Оунасйоки обхваща площ от 13 968 km², което представлява 27,32% от водосборния басейн на Кемийоки. Речната ѝ мрежа е едностранно развита с повече и по-дълги и пълноводни леви притоци. На изток и югозапад водосборният басейн на река Оунасйоки граничи с водосборните басейни на реките Китинен, Рауданйоки и други по-малки десни притоци на Кемийоки, на запад – с водосборния басейн на река Торниойоки, вливаща се в Ботническия залив на Балтийско море, на север – с водосборния басейн на река Алтаелв (от басейна на Норвежко море), а на север – с водосборните басейни на реките Танайоки и Паатсйоки (от басейна на Баренцево море).
Основни притоци:
- леви – Няккялийоки, Вионтисйоки, Кякялейоси, Совя-Тепастойоки, Лоукинен, Молкойоки, Мелтаусйоки;
- десни – Паласйоки, Левийоки, Акенусйоки, Марасйоки.[1]

Оувасйоки има предимно снежно подхранване с ясно изразено лятно пълноводие, предизвиквано от снеготопенето и зимно маловодие. Среден годишен отток в устието 515 m³/s. Замръзва през октомври, а се размразява през май.
В устието на реката е разположен град Рованиеми.